# Springfield Modelo 1865
El Springfield Modelo 1865 fue un primigenio fusil de retrocarga fabricado por el Arsenal de Springfield, Massachusetts. Era una modificación del fusil de avancarga Modelo 1861. Posteriormente fue reemplazado por el Modelo 1866.  

## Descripción
Durante la Guerra de Secesión, quedó en evidencia la ventaja de los fusiles de retrocarga. Los fusiles de avancarga empleados durante la guerra tenían una cadencia de 3-4 disparos/minuto. Los fusiles de retrocarga aumentaron la cadencia a 8-10 disparos/minuto, con la ventaja adicional que podían recargarse estando el soldado echado sobre el suelo en lugar de estar de pie, reduciendo la exposición del tirador y su vulnerabilidad ante el fuego enemigo. Mientras la Guerra de Secesión se acercaba a su fin, el Departamento de Armamento de Estados Unidos solicitó prototipos de armas de retrocarga a fabricantes de todo el mundo.[cita requerida]
Tras pruebas considerables, el prototipo desarrollado por Erskine S. Allin para el arsenal estatal de Springfield fue elegido por su sencillez y el hecho que podía producirse para modificar los fusiles de avancarga Modelo 1863 existentes. Estas modificaciones costaban unos 5$ por fusil, que era un ahorro significativo en una época cuando un fusil nuevo costaba unos 20$. A Erskine S. Allin se le otorgó la Patente No. 49.959 el 19 de setiembre de 1865, donde se describe el diseño.

## Especificaciones

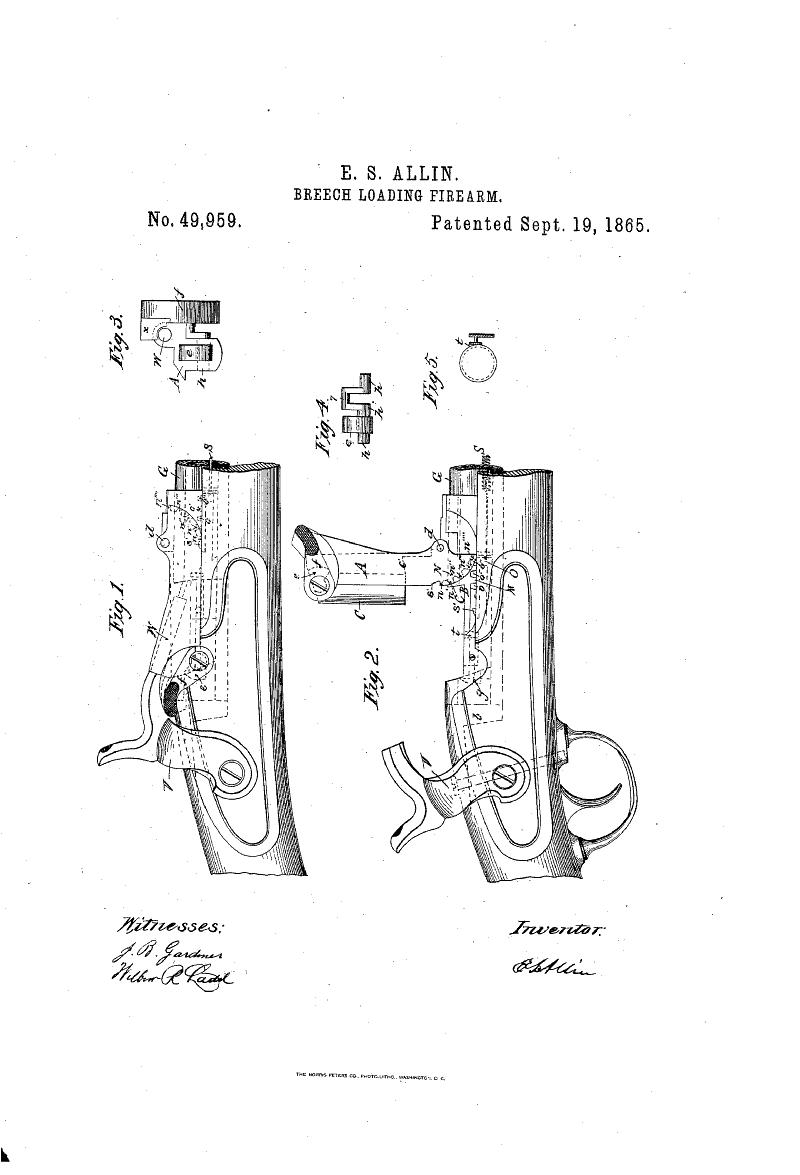
Patente de Erskine S.Allin para el cierre pivotante.

La conversión de avancarga a retrocarga se hizo mediante la abertura de la recámara y la inserción de un cerrojo de bisagra unido a la parte superior del cañón. En la parte posterior del cerrojo, un retén accionado con el pulgar lo mantenía cerrado. El extractor tipo cremallera se accionaba automáticamente al abrir el cerrojo y regresaba a su posición inicial al llegar al final de su recorrido. El percutor estaba situado dentro del cerrojo. La nariz del martillo fue aplanada para poder instalar el percutor.
El mecanismo del cerrojo tenía una bisagra que lo hacía pivotar hacia arriba y adelante, pareciéndose al movimiento de una trampilla, al abrirlo para insertar un cartucho en la recámara del fusil. Debido a su cerrojo con bisagra, estos fusiles fueron llamados "Springfield de trampilla".
Aproximadamente 5.000 fusiles de avancarga Modelo 1861 de la Guerra de Secesión fueron transformados a retrocarga en el Arsenal de Springfield en 1866. Pronto quedó en evidencia que muchas de las pequeñas piezas del mecanismo de su cerrojo no iban a tener una larga vida útil, y que la acción era demasiado complicada para un uso de servicio normal. Por lo tanto, antes que la orden de producción para el Modelo 1865 fuese terminada, ya se estaba probando un fusil menos complejo. Esto hizo que el Modelo 1865 fuese llamado "Primer Allin" y que el siguiente modelo revisado, el Springfield Modelo 1866, fuese llamado "Segundo Allin".
El Springfield Modelo 1865 disparaba el cartucho de percusión anular .58-60-500, con el mismo calibre de la bala Minié de la Guerra de Secesión que originalmente empleaban estos fusiles.
El Modelo 1865 se volvió obsoleto rápidamente, la mayoría de ellos fueron vendidos en la década 1870 a varios comerciantes de armas estadounidenses. En aquel entonces, había una gran demanda en los Estados Unidos por fusiles cortos tipo cadete. Para satisfacer esta demanda, los comerciantes cortaron los cañones y las culatas para producir fusiles cortos con cañones de 840 mm (33 pulgadas) y 910 mm (36 pulgadas). Igualmente, con frecuencia se adelgazaban las empuñaduras para poder ser empleados por cadetes.